# Instituto Antártico Búlgaro
El Instituto Antártico Búlgaro (IAB; en búlgaro: Български антарктически институт, БАИ) es el organismo nacional antártico de Bulgaria, creado en 1993. Se encarga de organizar campañas anuales a la Antártida y mantener la base búlgara de San Clemente de Ohrid en la isla Livingston (Islas Shetland del Sur).
El Instituto Antártico tiene varias decenas de miembros individuales y varios institucionales: el Ministerio de Asuntos Exteriores, la Universidad San Clemente de Ohrid de Sofía, la Universidad Médica de Sofía y el Club Atlántico de Bulgaria. Su presidente fundador es Christo Pimpirev.
El Instituto Antártico coopera en materia de investigación y logística con los programas antárticos de España, Reino Unido, Rusia, Alemania, Argentina, Brasil, Chile, Corea del Sur, etc. Pertenece al Consejo de Directores de Programas Antárticos Nacionales (COMNAP), al Comité de Logística y Operaciones Antárticas (SCALOP), a la Fundación Europea de la Ciencia y al Comité Científico para la Investigación en la Antártida (SCAR).